# Mausoleo Tacchi
Il mausoleo Tacchi (o de Tacchi) è un monumento funebre eretto a Rovereto dalla famiglia Tacchi nel 1862 sul colle di castel Dante che domina la città da sud, sulla strada che porta al Sacrario militare di Castel Dante. Il monumento è opera di Giuseppe Segusini e considerato uno dei più importanti esempi di architettura ottocentesca in Trentino.

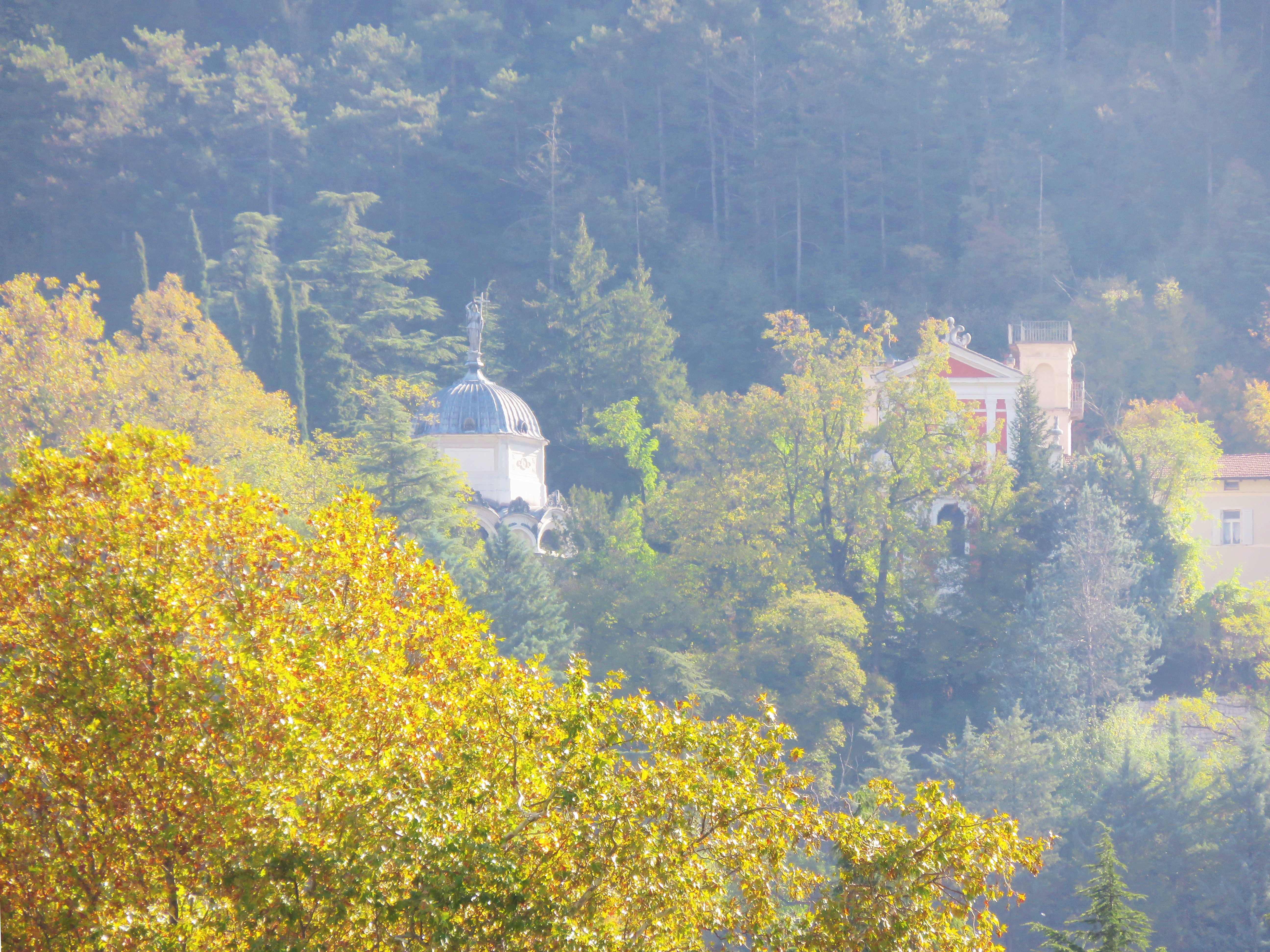
Il mausoleo Tacchi e il santuario della Madonna del Monte visti da Rovereto

## Storia
La famiglia Tacchi (o de Tacchi) sin dal XV secolo è presente a Rovereto e alcuni suoi esponenti sono stati ricchi imprenditori. Giovanni Battista Tacchi, ad esempio, è stato industriale della seta e banchiere. Hanno avuto un ruolo determinante nella costruzione di edifici storici come il teatro comunale Riccardo Zandonai o nel recupero di edifici religiosi come il santuario della Madonna del Monte, che si trova a pochi metri dal mausoleo. Nel 1862 Giovanni Battista De Tacchi fece costruire questo monumento per la sua famiglia.

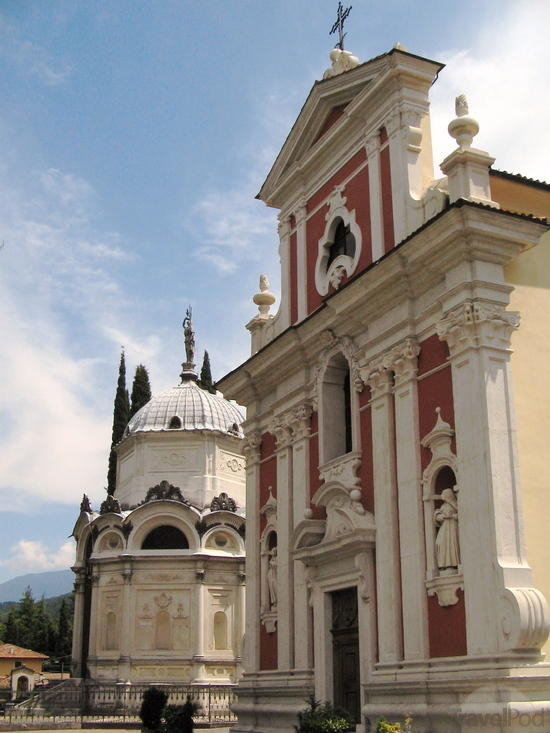
Il mausoleo Tacchi e il santuario della Madonna del Monte

## Descrizione
Il mausoleo è un tempietto neoclassico su base poligonale di pietra bianca.
Rimane chiuso da una grande cancellata. 
Nei sotterranei sono conservate le tombe della famiglia Tacchi di Rovereto. 
All'interno si trovano vari monumenti funerari tra cui il monumento a Gaetano Tacchi del 1830, precedentemente collocato nel santuario a fianco. Il monumento è opera di Pompeo Marchesi e una fra le più importanti testimonianze di scultura ottocentesca presenti in regione. Nel mausoleo si trovano inoltre opere funerarie di Luigi Borro e di Augusto Benvenuti.

## Situazione
Il tempietto è una cappella di famiglia, privata, quindi non è di libero accesso.